# El equipo invencible
El equipo invencible es el cuarto álbum del artista y el primer álbum colaborativo de Redimi2, que contó con la participación de Alex Zurdo, Jonny L, Rey Pirin, Manny Montes, Daliza, J.G., Goyo, Romy Ram, Triple Seven, Bengie, Maso, Valentin y Dr. P.

## Antecedentes
Tras haber grabado tres discos de forma independiente, el rapero cristiano Willy González, conocido como Redimi2 , se unió a la compañía Oscar Medina Productions para lanzar su cuarto trabajo El Equipo Invencible.
El tema de promoción fue «Voy delante», mismo tema que generó incomodidad por parte, generando un encuentro polémico con Daddy Yankee en 2007.
El disco cuenta con productores como StereoPhonics (productor musical del álbum), DJ Pablo, Los de la Fórmula (Kal-D y Lutek), Obed "El Arquitecto", Sandy "NLB", Jetson, Stack y DJ Génesis, Andrés y Helton DJ (productores adicionales del álbum).
El álbum incluye la canción «Declaro» grabada para el álbum Los Bandoleros: Reloaded de Don Omar, y la versión remezclada del tema que apareció en el álbum La verdad de DJ Blaster.

## Lista de temas
| N.º | Título                                                  | Escritor(es)                        | Productor(es)            | Duración |  |
| 1.  | «Intro» (Redimi2)                                       | Willy González                      | StereoPhonics            | 2:08     |  |
| 2.  | «Voy Delante» (Redimi2)                                 | Willy González                      | StereoPhonics            | 4:44     |  |
| 3.  | «Invencible» (Redimi2)                                  | Willy González                      | StereoPhonics            | 4:29     |  |
| 4.  | «Declaro» (Redimi2 y Manny Montes)                      | Willy González · Emmanuel Rodríguez | Nely                     | 4:59     |  |
| 5.  | «Pelao y Sin Dinero» (Rey Pirin feat. Redimi2 y Daliza) | Hector Ruiz · Willy González        | Los Científicos          | 3:44     |  |
| 6.  | «Que Susto!» (Bengie)                                   | Benjamín Zamot                      | Andrés                   | 2:44     |  |
| 7.  | «Extraterrestre» (Redimi2)                              | Willy González                      | Los Científicos, Lutek   | 3:19     |  |
| 8.  | «No Lo Hago Para Que Me Miren» (Alex Zurdo)             | Alexis Vélez                        | Obed, DJ Pablo           | 3:18     |  |
| 9.  | «Te Quiero» (Daliza feat. Redimi2)                      | Willy González                      | StereoPhonics            | 3:45     |  |
| 10. | «Vida Prestada» (Maso feat. M. Valentin)                | Tomás Otero · Valentin Quiñones     | Los De La Fórmula        | 3:01     |  |
| 11. | «El Equipo Campeón» (Manny Montes)                      | Emmanuel Rodríguez                  | Sandy NLB                | 3:58     |  |
| 12. | «El Campamento» (J.G.)                                  | José González                       | Los Científicos          | 3:25     |  |
| 13. | «Holly Hipo» (Goyo)                                     | José Bergollo                       | Sandy NLB                | 3:34     |  |
| 14. | «Somos un Equipo» (Triple Seven)                        | Abiel Rosado · Edgar Díaz           | DJ Pablo                 | 2:57     |  |
| 15. | «Dale Con Fe» (Dr. P)                                   | Luis Pellot                         | Jetson                   | 2:48     |  |
| 16. | «Algo Distinto» (Romy Ram)                              | Rodolfo Moreno                      | DJ Génesis               | 3:38     |  |
| 17. | «Serenata de Amor» (Redimi2 feat. Helton DJ)            | Willy González                      | StereoPhonics, Helton DJ | 3:58     |  |
| 18. | «Oh Señor» (Jonny L feat. Redimi2)                      | Jonny Lugo · Willy González         | Sandy NLB                | 3:08     |  |
| 19. | «La Verdad (Remix)» (Redimi2)                           | Willy González                      | DJ Génesis               | 3:38     |  |

## Remixes
| N.º | Título                                     | Escritor(es)                        | Productor(es)                                 | Duración |  |
| 1.  | «Declaro (Remix)» (Redimi2 y Manny Montes) | Willy González · Emmanuel Rodríguez | Obed El Arquitecto y Elí El Mozart, Sandy NLB | 4:59     |  |